# Sadove, Sînelnîkove
Sadove (în ucraineană Садове) este un sat în comuna Lubeanka din raionul Sînelnîkove, regiunea Dnipropetrovsk, Ucraina.

## Demografie
Componența lingvistică a localității Sadove
     Ucraineană (89,36%)
     Rusă (2,13%)
Conform recensământului din 2001, majoritatea populației localității Sadove era vorbitoare de ucraineană (89,36%), existând în minoritate și vorbitori de rusă (2,13%).